# Cheia, Constanța
Cheia este un sat în comuna Grădina din județul Constanța, Dobrogea, România. La recensământul din 2002 avea o populație de 356 locuitori. În trecut s-a numit Kireșlik/ Chirișlic/ Kirișlik. La sud de localitate se află rezervația naturală Masivul Geologic Cheia.